# Sathwika Sama
Sathwika Sama (Hindi: सात्विक सम; * 9. Februar 2000) ist eine indische Tennisspielerin.

## Karriere
Sama, die mit sechs Jahren das Tennisspielen begann, bevorzugt Hartplätze. Sie spielt überwiegend Turniere auf der ITF Women’s World Tennis Tour, wo sie bislang zwei Doppeltitel gewonnen hat.
Seit 2021 spielt Sama für die indische Fed-Cup-Mannschaft; sie konnte eines ihrer bisher sieben Partien, allesamt Doppel, gewinnen.

## Turniersiege

### Doppel
| Nr. | Datum             | Turnier | Kategorie | Belag     | Partnerin       | Finalgegnerinnen                         | Ergebnis          |
| --- | ----------------- | ------- | --------- | --------- | --------------- | ---------------------------------------- | ----------------- |
| 1.  | 17. August 2019   | Nairobi | ITF W15   | Hartplatz | Mahak Jain      | Sravya Shivani Chilakalapudi Snehal Mane | 6:4, 6:2          |
| 2.  | 11. Dezember 2021 | Solapur | ITF W15   | Hartplatz | Ramya Natarajan | Sharmada Balu Sowjanya Bavisetti         | 6:3, 1:6, [13:11] |